# Henri VI (deuxième partie)
Pour les articles homonymes, voir Henri VI.
La seconde partie d'Henri VI est un drame historique de William Shakespeare, écrit probablement en 1591 et publié la première fois en 1594 en format in-quarto sous un titre très long et totalement différent, qui en faisait le premier volet d'une histoire autre que celle du roi Henri VI : Première Partie de la querelle entre les deux célèbres maisons d'York et de Lancastre, avec la mort du bon duc Humphrey ; et le bannissement et la mort du duc de Suffolk, et la fin tragique du fier cardinal de Winchester, avec la remarquable rébellion de Jack Cade ; et la première revendication de la couronne par le duc d'York. 
Cette pièce a été publiée dans le in-folio de 1623 sous son titre actuel, en en faisant alors le deuxième volet d'une trilogie sur Henri VI. S'étendant sur une période de quasiment dix ans jour pour jour (du 30 mai 1445 au 22 mai 1455), ce drame montre l'incapacité de Henri VI à maîtriser les ardeurs ambitieuses de ses pairs, à protéger son plus solide appui, le duc de Gloucester, à contrer l'ascension du duc d'York, et enfin à éviter la guerre civile des Deux-Roses, ce qui finira par causer sa perte dans la troisième partie.
Toute l'action se passe en Angleterre.

## Argument
La pièce s'ouvre sur le mariage du roi Henri VI avec la princesse française, Marguerite d'Anjou en 1445. Henri VI est un roi dévot, placide, faible et influençable, alors que sa cour est composée d'individus ambitieux, prêts à tout, même au meurtre, pour prendre l'ascendant sur les autres. Le duc de Gloucester exerce toujours la régence (Lord Protecteur) du jeune roi, et il est l'un des rares courtisans dénués d'ambitions personnelles, ce qui lui vaut d'être la cible de tous les autres. Ces derniers organisent un complot contre sa femme, la faisant participer à une séance de sorcellerie interrompue par York et Buckingham. Accusée de planifier la mort du roi, elle est bannie à vie. 
Affaibli par ce scandale, Gloucester est alors accusé par les autres pairs d'avoir été soudoyé par la France, pour abandonner tous les domaines que l'Angleterre possédait et venait de perdre dans ce pays : l'Anjou, le Maine et la Normandie. Mais craignant que leurs témoignages ne soient pas assez solides et convaincants, les conjurés font assassiner Gloucester avant son procès. Dans un de ses rares moments d'autorité, Henri VI, révolté par ce crime, bannit à vie le principal suspect, le duc de Suffolk. Celui-ci, en quittant l'Angleterre, se fait prendre par des pirates et assassiner. L'autre protagoniste de ce crime, le cardinal Beaufort, meurt dans son lit, terrorisé par sa complicité dans le meurtre, sous les yeux du roi, sans avouer sa participation.

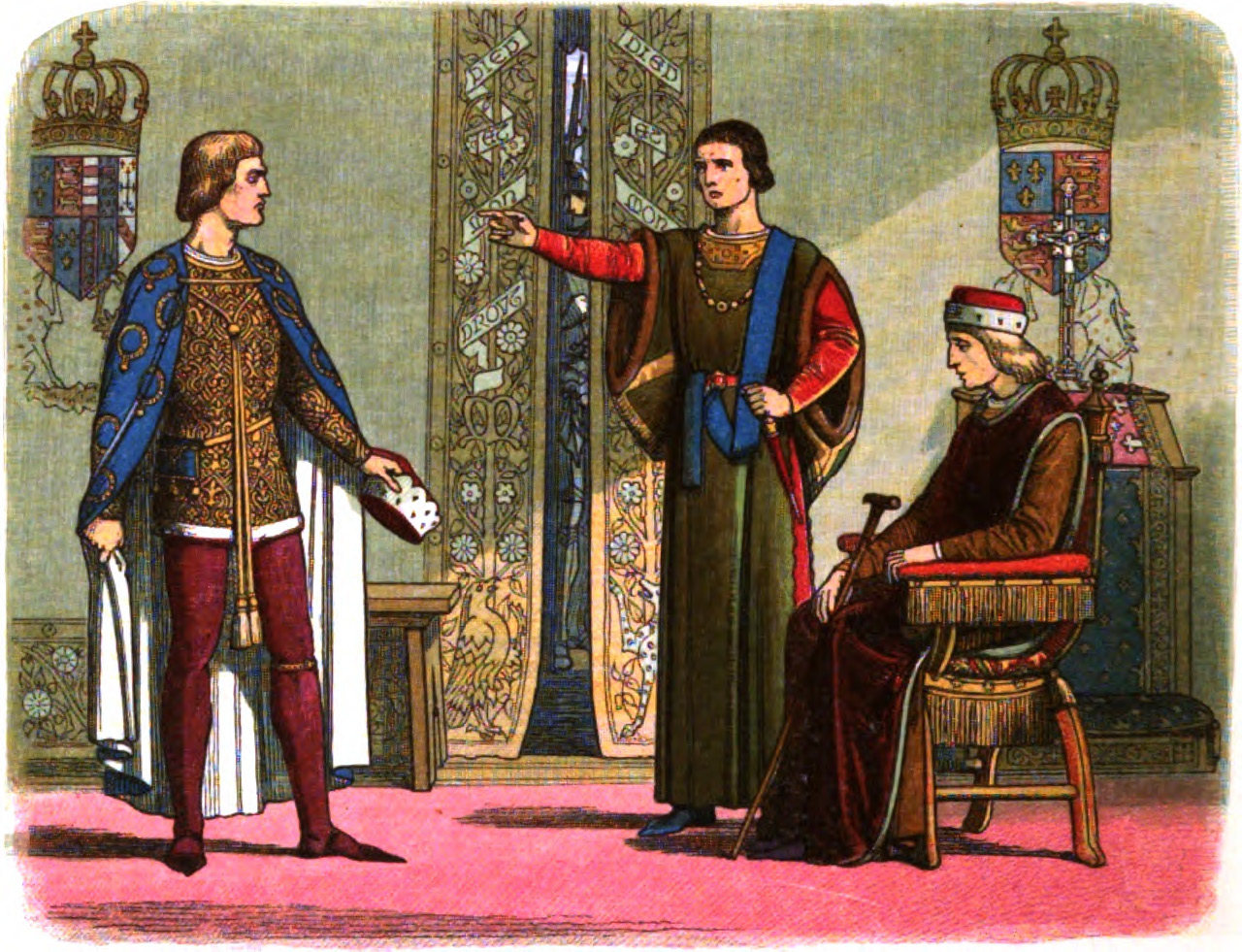
Une dispute entre les ducs d'York et de Somerset à laquelle Henri VI assiste indifférent

Premier indice de la montée de l'ambition du clan York pour la royauté, un maître armurier est dénoncé par son apprenti. Il prétend que son maître lui a dit que York est l'héritier légitime de la couronne d'Angleterre. Sommés de se battre tous les deux en combat singulier, l'apprenti assomme son maître, qui avoue avant de mourir qu'il a bien prononcé cette phrase.
Une rébellion éclatant en Irlande, York y est envoyé avec une armée puissante pour la réprimer, laissant le champ libre aux autres courtisans à Londres. Mais l'affaiblissement de l'image du roi et la montée des ambitions personnelles à la cour favorisent la rébellion populaire. Encouragé en sous-main par le duc d'York, qui espère tirer parti plus tard de cette agitation, Cade, artisan drapier du Kent, rassemble autour de lui des artisans et des gens du peuple mécontents de la tenue du pays par une aristocratie soucieuse exclusivement de ses intérêts personnels. Sa bande bat les forces armées du shérif du comté de Gloucester, avant de prendre Londres. Les rebelles sont finalement battus par les troupes de Buckingham et de Clifford, et Cade est tué.
York rentre d'Irlande et marche sur Londres avec son armée, alarmant le roi et le camp Lancastre. Pour l'apaiser, on lui dit que Somerset a été mis en prison. En fait, York croise à la cour Somerset qui accompagne la reine. Mis en rage par ce mensonge, il déclare ouvertement posséder des droits à la royauté supérieurs à ceux du roi Henri VI. La guerre est déclarée entre eux.
La première bataille de la guerre civile des Deux-Roses s'achève par la victoire du camp York en 1455. Le roi et la reine s'enfuient vers Londres, et le duc d'York et ses fils les poursuivent.

## Personnages
Il n'existe aucune liste de personnages dans les premières éditions de cette pièce. Celles qui existent maintenant sont des reconstitutions modernes.
- Le roi Henri VI
- La reine Marguerite, fille de René d'Anjou, roi de Naples
- Le duc Humphrey de Gloucester, oncle du roi, historiquement lord Protecteur du royaume de 1422 à 1429
- Éléonore, duchesse de Gloucester, femme du duc, historiquement d'abord sa maîtresse ; ambitieuse, l'épisode de sorcellerie est rapporté par les chroniques
- Le duc de Suffolk, le fait qu'il soit l'amant de la reine n'est pas attesté historiquement, à l'inverse de son meurtre par un marin[4]
- Le cardinal Beaufort, évêque de Westminster, grand-oncle du roi ; historiquement il n'est fait cardinal par le pape Martin V qu'en 1426
- Le duc de Buckingham, 1er du nom, partisan du roi
- Le duc de Somerset, mélange de John Beaufort, 1er duc de Somerset et d'Edmond Beaufort, 2e duc de Somerset, son frère cadet[5]
- Le vieux Clifford, 8e du nom, un des plus fervents partisans du roi
- Le jeune Clifford, 9e baron Clifford, fils du précédent
- William Vaux, messager et partisan du roi
- Richard Plantagenêt, 3e duc d’York, cousin du roi, revendique la royauté
- Édouard Plantagenêt, fils aîné de Richard, futur roi Édouard IV ; ne fait qu'une brève apparition dans cette partie
- Richard Plantagenêt, futur roi Richard III, son bref passage prépare à ses rôles centraux dans la troisième partie et dans Richard III ; historiquement il n'a que trois ans à l'époque[6]
- Le comte de Salisbury, 5e du nom, partisan d'York
- Le comte de Warwick, 16e du nom, fils du précédent, partisan d'York, puis, dans la partie suivante, passe dans le camp de Lancastre

La conjuration (acte I, scène 4) : les prêtres, magicien et sorcière sont bien mentionnés dans les chroniques comme des complices d'Éléonore
- John Hume, un prêtre ; il a été gracié, mais les chroniques ne mentionnent pas qu'il a été soudoyé pour mettre en cause la duchesse
- John Southwell, un autre prêtre ; historiquement meurt à la Tour de Londres la veille de son exécution
- Margery Jourdain, une sorcière ; a vraiment été brûlée vive à Smithfield
- Roger Bolingbroke, un magicien ; historiquement a été pendu à Tyburn, à ne pas confondre avec Henri Bolingbroke
- Un esprit
- Sir John Stanley, lieutenant-gouverneur de l'île de Man ; Shakespeare confond sans doute le père, John Ier et son fils John II
- Le shérif de Londres
- Un héraut
- Des officiers et des serviteurs

Les pétitionnaires et le duel (acte I, scène 3, puis acte II, scène 3)
- Thomas Horner, un armurier ; nom inventé par Shakespeare, les sources ne le donnant pas
- Pierre Tap, son apprenti ; nom également inventé, permettant un jeu de mots pendant le duel (en anglais thump = frapper, cogner) ; historiquement a été pendu à Tyburn[6][Information douteuse]
- Deux pétitionnaires
- Trois voisins de l'armurier
- Trois apprentis

Le faux miracle (acte II, scène 1)
- Saunder Simpcox
- La femme de Simpcox
- Le maire de Saint Albans
- Un sergent
- Des bourgeois et des suivants

Le meurtre de Gloucester (acte III, scène 2)
- Deux meurtriers
- Des gens du peuple

Le meurtre de Suffolk (acte IV, scène 1)
- Le lieutenant de vaisseau
- Le maître d'équipage
- Le second-maître
- Walter Whitmore
- Deux gentilshommes
- Des soldats

La rébellion de Cade (acte IV, scènes 2 à 10)
- John Cade, chef de la rébellion dans le Kent, ancien artisan drapier
- George Bevis, en réalité nom de l'acteur qui a tenu le rôle[7]
- John Holland, nom de l'acteur, comme pour Bevis ci-dessus
- Dick le boucher
- Smith le tisserand
- Un scieur de long
- Michael
- Emmanuel, un maître d'école
- Humphrey Stafford, shérif du comté de Gloucester, qui a aussi été historiquement gouverneur de Calais, à ne pas confondre avec Humphrey, Lord Stafford, fils de Humphrey Stafford (1er duc de Buckingham), qui apparaît dans la troisième partie
- William, le frère de Humphrey Stafford, tous deux tués par Cade et ses rebelles en 1450
- Lord Say, pris, reconnu et exécuté par Cade en 1450
- Lord Scales, gouverneur de la Tour de Londres
- Matthew Gough
- Alexander Iden, gentilhomme du comté de Kent, qui tue Cade
- Des rebelles, des bourgeois, des soldats

## Résumé

### Acte I

#### Scène 1 (à Londres, au palais royal)
Sources : Déprats 
 

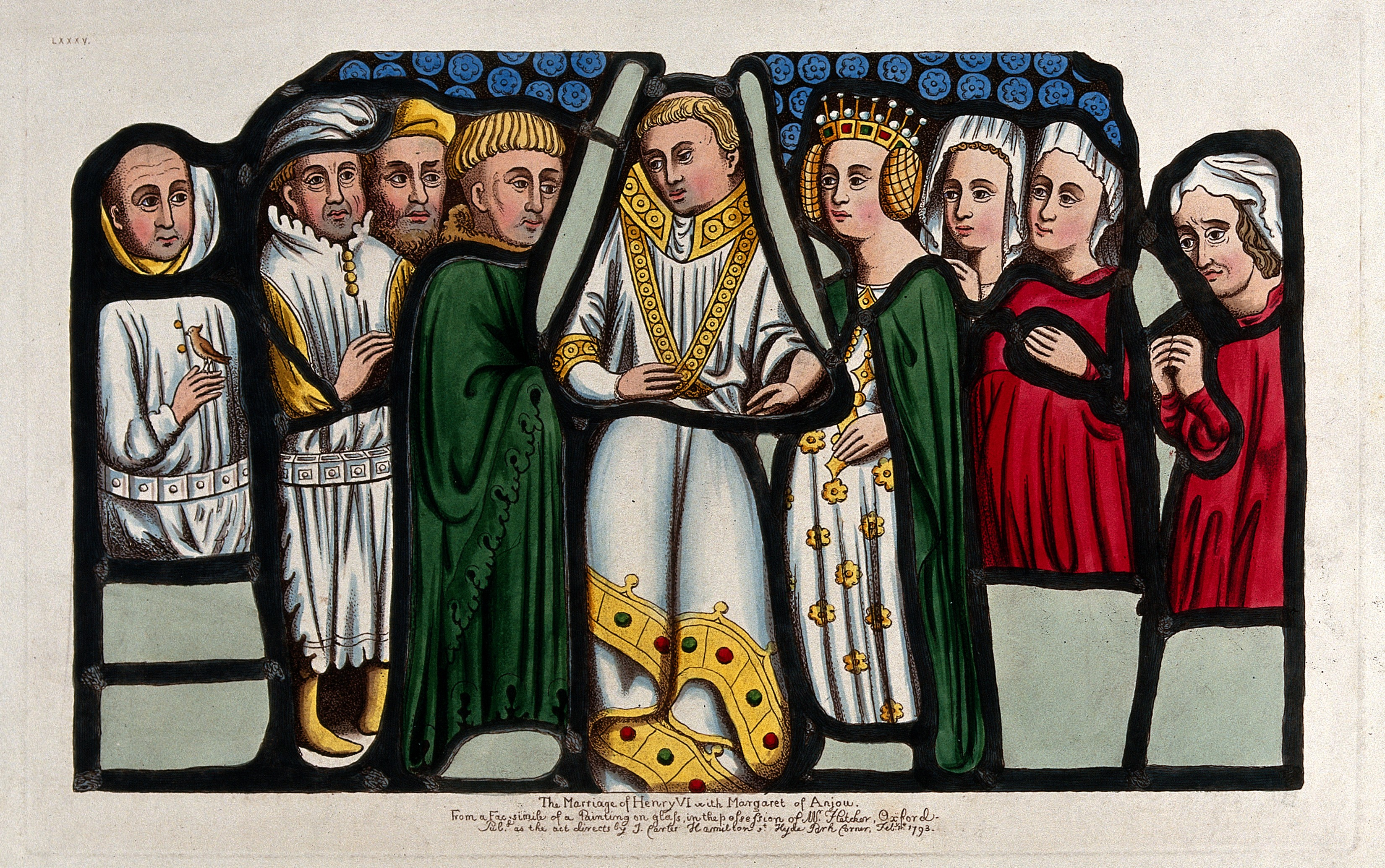
Mariage de Henri VI et de Marguerite d'Anjou.

Le marquis de Suffolk rentre de France accompagnant Marguerite d'Anjou toute nouvelle femme du roi Henri VI. Il remet aussi le texte de la paix conclue avec le roi de France, Charles VII. Le duc Humphrey de Gloucester commence à le lire à voix haute, mais il s'interrompt brutalement tant les termes de cet accord lui semblent défavorables à l'Angleterre : perte du duché d'Anjou et du comté du Maine, alors que Marguerite n'apporte aucune dot. Mais le roi Henri est satisfait de ces conditions, et sort avec la reine et Suffolk. Les pairs qui restent sont scandalisés de l'abandon de domaines, qui leur avaient coûté tant de temps, d'argent et de peine, à conquérir. Néanmoins, n'ayant pas les mêmes intérêts, ni les mêmes ambitions, plusieurs groupes ennemis se forment.

#### Scène 2 (à Londres, chez les Gloucester[9])
Éléonore, femme du duc de Gloucester, confie à son mari ses ambitions de devenir reine. En effet, son mari est l'héritier présomptif du royaume : il gagnerait la couronne si Henri mourrait sans enfant. Le duc blâme sa femme d'avoir de telles pensées, et il sort. Restée seule, Éléonore fait entrer Hume, un prêtre qui lui promet de réaliser ses aspirations grâce à de la sorcellerie. Elle lui donne de l'or et sort. Resté seul, Hume nous apprend qu'en réalité il agit avec Éléonore pour la compromettre à l'instigation du cardinal de Winchester et de Suffolk.

#### Scène 3 (à Londres, devant le palais royal[10])
Des pétitionnaires viennent présenter leurs requêtes au duc de Gloucester, Lord Protecteur, mais ils se trompent et s'adressent au duc de Suffolk, qui accompagne la reine. Un apprenti vient témoigner contre son maître, un armurier, qui lui aurait affirmé que le duc d'York est l'héritier légitime de la couronne. On va chercher ce maître. Pendant ce temps, la reine s'épanche auprès de Suffolk. Elle trouve son mari trop pieux et Éléonore, la duchesse de Gloucester, trop arrogante. Suffolk lui confie qu'il a tendu à celle-ci un piège. Il conseille à la reine de supporter un certain temps le cardinal et les autres pairs, le temps qu'il fasse chuter Gloucester. Le roi arrive avec tous ses pairs, ne sachant qui nommer régent du royaume de France. Tous critiquent Gloucester, qui, exaspéré, préfère sortir. On amène le maître armurier. Comme il nie avoir affirmé que le duc d'York est l'héritier légitime du trône, on conseille au roi de le faire se battre en combat singulier avec son apprenti. Le combat est fixé au mois suivant.

#### Scène 4 (à Londres, chez les Gloucester[11])

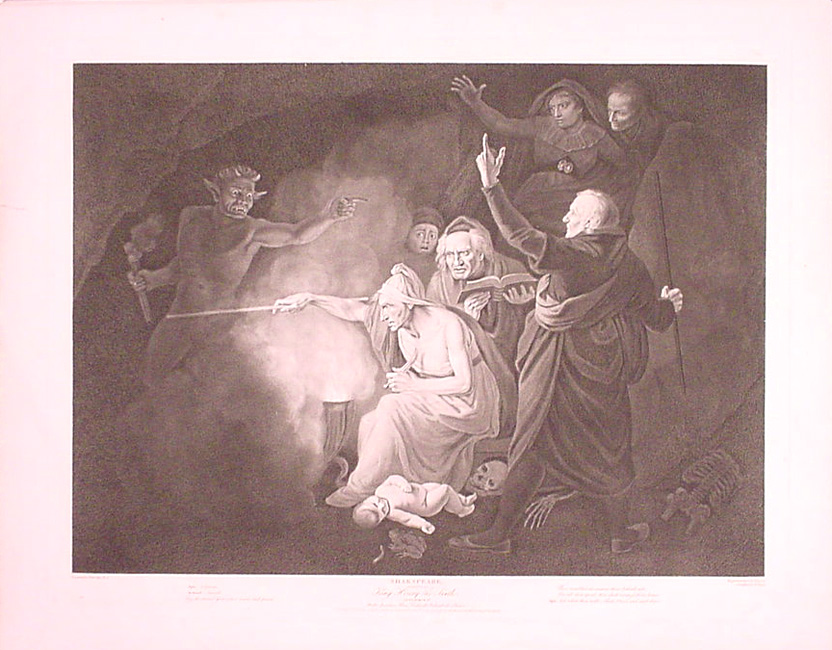
La Conjuration par John Opie (1792)

Comme il l'avait promis, Hume organise une séance de sorcellerie en présence de la duchesse. Avec l'aide de Southwell, un autre prêtre, d'un magicien, Roger Bolingbroke, et d'une sorcière, ils font apparaître un esprit qui fait des prédictions ambiguës. Lorsque Southwell achève de consigner ces prophéties, les ducs d'York et de Buckingham entrent précipitamment avec leurs gardes, les surprenant en flagrant délit de sorcellerie. Ils font emprisonner tous les participants et sortir sous escorte la duchesse. Restés seuls, York et Buckingham se félicitent de cette intrigue, puis lisent les prédictions, qui peuvent être interprétées de manière opposée. Buckingham sort prévenir le roi.

### Acte II

#### Scène 1 (à St Albans[12])
Le roi et sa suite reviennent de la chasse. Les pairs se querellent, et le cardinal est prêt à se battre à l'épée avec Gloucester. Ils se fixent même rendez-vous pour le soir même, lorsqu'un homme apparaît criant au miracle. Ce nommé Simpcox, soi-disant aveugle, aurait recouvré la vue devant la châsse de St Albans. Le roi et sa suite l'interrogent et Gloucester lui tend un piège : il lui demande la couleur de son habit. Simpcox répond qu'il est noir comme le jais ou le charbon, ce qui le confond, car, aveugle de naissance, il devrait ignorer la couleur de ces matériaux. Gloucester le fait fouetter. Buckingham arrive et leur raconte l'épisode de la sorcellerie, à laquelle a participé Éléonore. Le roi est abasourdi et Gloucester, attaqué par tous les pairs, réalise qu'il est perdu.

#### Scène 2 (dans le jardin du duc d'York[13])
York explique à Salisbury et à Warwick, en leur détaillant sa généalogie, pourquoi il est le véritable héritier de la couronne. Tous les deux sont convaincus des prétentions d'York, mais celui-ci leur demande d'attendre le moment favorable pour revendiquer ouvertement la couronne.

#### Scène 3 (à la cour à Londres[14])
À la suite de la séance de sorcellerie, le roi Henri condamne les sorciers à être pendus et la sorcière à être brûlée vive. Éléonore est bannie à vie à l'île de Man. Les condamnés sortent. Gloucester, effondré, remet son bâton de Lord Protecteur au roi, et sort. Puis le duel entre le maître armurier et son apprenti Pierre se prépare. Après des libations de part et d'autre, Pierre assomme son maître qui, avant de mourir, avoue qu'il avait bien affirmé la légitimité du duc d'York sur la couronne d'Angleterre.

#### Scène 4 (dans une rue de Londres[15])

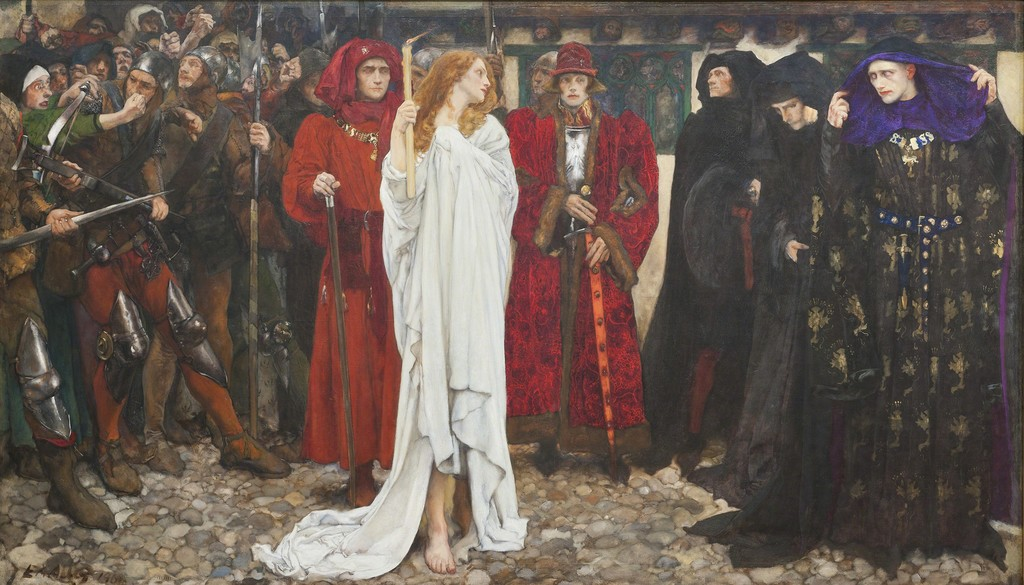
Pénitence publique d'Éléonore de Gloucester avant son bannissement pour l'île de Man

Gloucester s'est placé dans une rue de Londres pour voir passer sa femme partant en exil. Elle se lamente sur son sort et prophétise qu'il sera bientôt lui-même décapité à cause de ses ennemis. Un héraut vient apprendre à Gloucester qu'il est convoqué au Parlement. Il s'étonne de n'avoir pas été consulté auparavant.

### Acte III

#### Scène 1 (abbaye deBury Saint Edmunds[16])
Le roi, la reine et les pairs sont présents, mais Gloucester n'est toujours pas arrivé. La reine prévient le roi de se défier de lui, et les autres renchérissent. Somerset arrive pour leur annoncer que tous les domaines anglais de France sont définitivement perdus. Gloucester arrive enfin et Suffolk lui annonce son arrestation pour haute trahison, l'accusant d'avoir été soudoyé par la France pour abandonner tous les domaines anglais dans ce pays. Gloucester est confiant en son innocence, le roi lui renouvelle sa confiance, mais il est toutefois remis à la garde du cardinal en attendant son procès. Gloucester sort en craignant la chute prochaine du roi. Le roi sort également, et les pairs, laissés seuls, sont bien conscients de la légèreté de leur accusations. Ils concluent qu'il faut tuer Gloucester avant son procès. Le cardinal dit qu'il va se charger de cela, les autres conjurés approuvent. Une révolte éclatant en Irlande, ils décident d'y envoyer York pour la réprimer. Celui-ci rumine des projets d'accession au trône avant de sortir.

#### Scène 2 (dans la résidence du cardinal[17])
Deux meurtriers se sont chargés de tuer Gloucester, et Suffolk vient s'assurer que tout a été réalisé comme prévu. Le roi arrive pour juger Gloucester en assurant qu'il faudra des témoignages sincères et solides pour le condamner. Suffolk fait semblant d'aller le chercher et revient en disant que Gloucester est mort dans son lit. Winchester affirme qu'il s'agit du jugement de Dieu, pendant que le roi s'évanouit. Revenu à lui, pas dupe, il repousse Suffolk avec horreur. Warwick entre pour leur apprendre que le peuple se rassemble, disant que Gloucester a été tué par Suffolk et le cardinal. Envoyé par le roi pour examiner le corps, Warwick revient en certifiant que Gloucester a été tué de manière violente. Se sentant accusé, Suffolk provoque Warwick en duel. Ils sortent, mais reviennent aussitôt, le peuple réclamant la mort de Suffolk. Le roi bannit Suffolk, lui donnant trois jours pour quitter l'Angleterre. Suffolk et la reine, laissés seuls, se disent un adieu déchirant, révélant leurs sentiments, puis ils se quittent. On apprend que le cardinal, tenaillé par le remords, est à l'agonie.

#### Scène 3 (suite de la scène précédente[18])

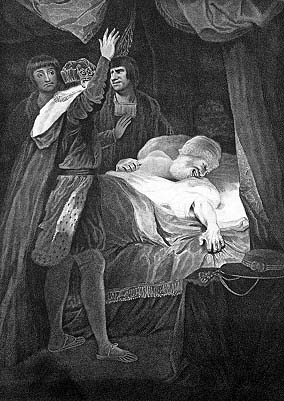
Le cardinal de Beaufort agonisant dans son lit, peinture de Joshua Reynolds

Le roi, Salisbury et Warwick se rendent au chevet du cardinal, qui agonise et délire. Il meurt sans avouer le meurtre de Gloucester.

### Acte IV

#### Scène 1 (sur la côte du Kent[19])
Des pirates se sont emparés d'un navire et ont fait prisonniers deux gentilshommes et Suffolk déguisé. Les rançons sont discutées entre les pirates, les gentilshommes proposant d'écrire chez eux pour demander la somme réclamée. Le pirate Whitmore a reçu comme prisonnier Suffolk, méconnaissable sous des haillons. Le considérant de peu de valeur, Whitmore veut le tuer aussitôt. Suffolk révèle son identité. Le lieutenant du vaisseau le connaît et sait ce qu'il a fait : amant de la reine, sourire à la mort de Gloucester, dilapidation des biens anglais en France. Il commande à Whitmore de le tuer, ce que fait celui-ci en lui coupant la tête. L'un des gentilshommes, épargné, sort avec le corps de Suffolk pour le présenter au roi.

#### Scène 2 (quelque part dans le Kent[20])
Des artisans rejoignent le groupe de rebelles dirigé par John Cade. Ce dernier, se réclamant de descendance royale malgré une naissance obscure, prétend devenir roi. Il décrit avec sérieux sa généalogie fantaisiste et grotesque, promettant sous son règne des choses utopiques. Il fait tuer un maître d'école pour la seule raison qu'il est instruit, et parle d'éliminer tous les hommes de loi. Arrivent Stafford, shérif du comté de Gloucester, et son frère. Cade leur explique ses prétentions à la royauté. Les frères Stafford sortent en prévenant qu'ils vont écraser les rebelles grâce à l'armée du roi.

#### Scène 3 (une ville du Kent[21])

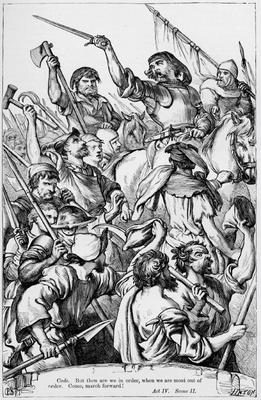
La rébellion de Cade

La bataille a eu lieu et les frères Stafford sont morts. Les rebelles marchent sur Londres.

#### Scène 4 (au palais royal[22])
Entrent le roi et la reine, qui porte en l'embrassant la tête de Suffolk. Le roi s'étonne de telles marques d'affection. Il veut ramener les rebelles à la raison sans violence, quand un messager vient leur annoncer que les rebelles sont à Southwark. Buckingham conseille au roi de s'enfuir, ce qu'il finit par faire.

#### Scène 5 (devant la Tour de Londres[23])
Des bourgeois viennent demander à la Tour de Londres des renforts pour défendre la cité. Depuis les remparts, Lord Scales, le gouverneur de la Tour, leur répond qu'il a juste les forces suffisantes pour résister aux rebelles.

#### Scène 6 (dansCannon Streetà Londres[24])
Les rebelles sont maîtres de Londres. Ils apprennent qu'une armée se dirige vers eux. Ils se portent à sa rencontre.

#### Scène 7 (àSmithfield[25])

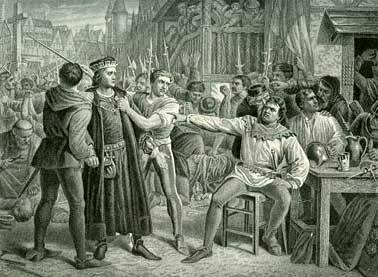
Lord Saye and Sele est amené devant Jack Cade le 4 juillet 1450, peinture de Charles Lucy (XIX)

Les rebelles sont vainqueurs. On amène devant Cade Lord Say, qui avait voulu rester à Londres. Cade lui explique de façon burlesque pourquoi il va être exécuté. Say lui répond avec panache avant d'être emmené. Peu après un homme revient avec la tête de Say au bout d'une pique.

#### Scène 8 (suite de la scène précédente[26])
Les combats ont repris entre l'armée du roi et les rebelles. Buckingham et le vieux Clifford viennent interpeller les rebelles. Ils promettent le pardon absolu à tous ceux qui rentreront immédiatement chez eux. Cade tente de haranguer ses troupes, mais sans succès. Il s'enfuit, poursuivi par quelques soldats.

#### Scène 9 (auchâteau de Kenilworth[27])
Buckingham et Clifford viennent apprendre au roi que Cade est en fuite, et que ses hommes se sont rendus. Ils sont venus la corde au cou demander grâce au roi, ce que celui-ci leur accorde. Un messager leur apprend que le duc d'York est rentré d'Irlande avec une armée puissante et qu'il marche sur le château. Le roi envoie Buckingham en ambassadeur pour demander à York ses intentions.

#### Scène 10 (dans leKent[28])
Cade a trouvé refuge dans un jardin. Le propriétaire, Iden, le découvre. Ils se battent et Cade est tué.

### Acte V

#### Scène 1 (près de Londres, puis à la cour)
York et Buckingham se rencontrent. Buckingham lui demande dans quel but il arrive avec une si puissante armée. York tente de ruser, disant que c'est pour éloigner du roi le traître Somerset. Buckingham lui répond que Somerset est en prison à la Tour de Londres. York congédie alors ses troupes, et tous deux se rendent auprès du roi. À la cour, Iden vient présenter au roi la tête de Cade qu'il a tué. Le roi le récompense. Somerset arrive à la cour avec la reine. York se rend compte qu'il a été berné et devient furieux. Il se rebelle ouvertement contre le roi. Il fait appel à ses deux fils, ainsi qu'à Salisbury et Warwick, et ils font front aux autres pairs. Les deux clans s'affrontent verbalement, annonçant la guerre des Deux-Roses.

#### Scène 2 (champ debataille de St Albans[29])
Au cours du combat, York tue le vieux Clifford. Le jeune trouve son père et jure de le venger sur n'importe quel membre de la famille York. Il sort portant le corps de son père. Pendant la suite du combat, Richard, un des fils du duc d'York, tue Somerset. Le roi et la reine constatent que la bataille est perdue et ils s'enfuient vers Londres.

#### Scène 3 (suite de la scène précédente[30])
York, ses fils Édouard et Richard ainsi que Warwick et Salisbury se félicitent de la victoire et se proposent de poursuivre les fuyards.

## Sources d'inspiration

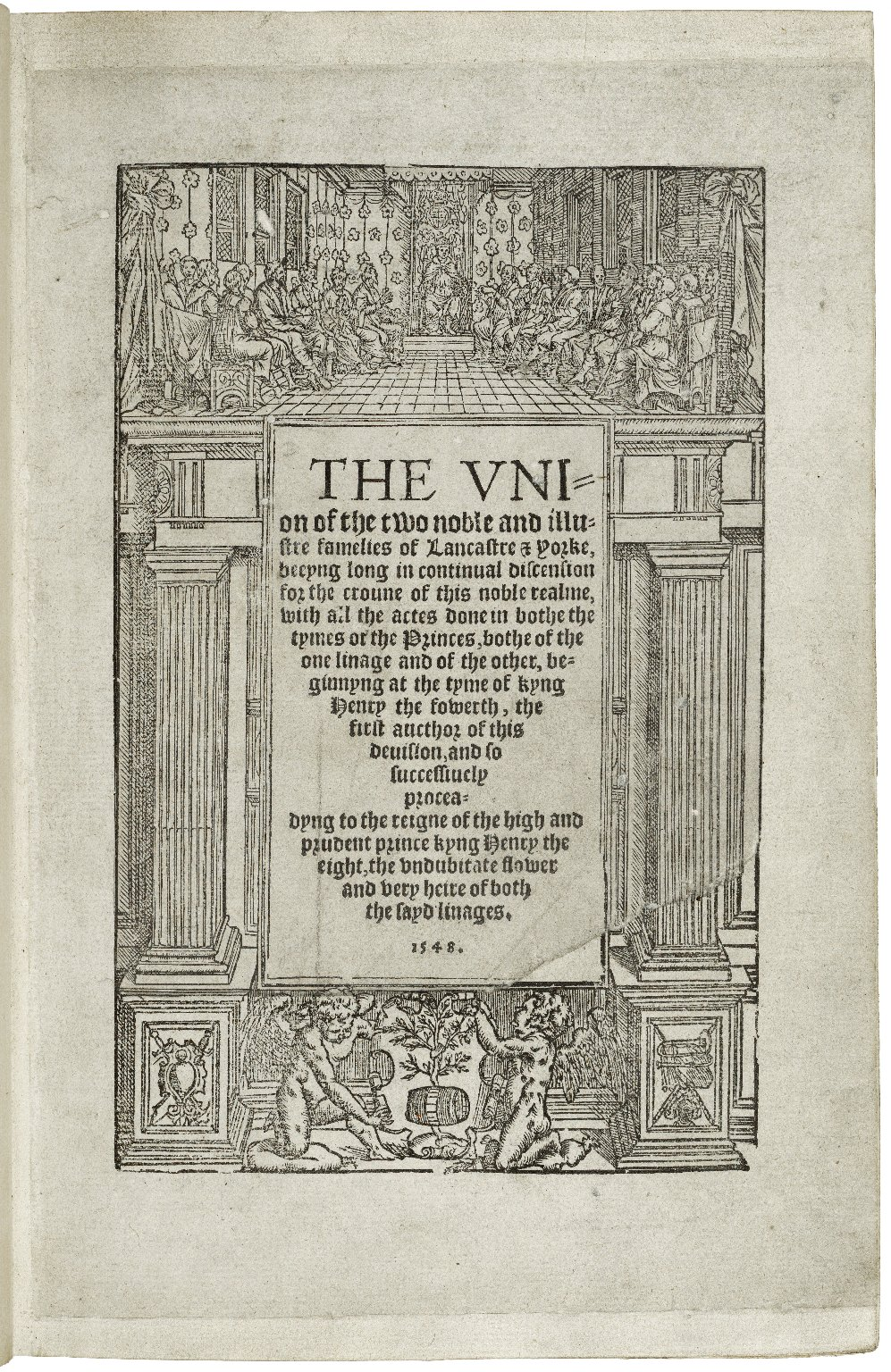
Page de titre de The Union of the Two Illustrious Families of Lancaster and York edition 1550

Shakespeare a utilisé principalement comme source documentaire le recueil des Chroniques de Raphael Holinshed, la deuxième édition de 1587, qui est aussi celle de la plupart de ses autres drames historiques. Ceci permet de fixer une date butoir basse à l'écriture de cette pièce. L'œuvre témoigne également de l'influence d’Edward Hall : The Union of the Two Illustrious Families of Lancaster and York. Enfin Shakespeare a emprunté des épisodes mineurs à d'autres ouvrages. La scène du faux miracle vient vraisemblablement du Livre des martyrs de John Foxe (ISBN 1419120581).

## Date d'écriture et paternité
Les pièces Henri VI font partie des premières œuvres attribuées à Shakespeare. La partie 1 a été publiée pour la première fois lors de l'édition du Premier Folio en 1623, accompagnant les parties 2 et 3, qui avaient été publiées auparavant en 1594 en in-quarto dans des textes légèrement différents, de qualité généralement qualifiée d'inférieure, et plus courts d'environ un tiers. Ces différences sont interprétées par les historiens du théâtre, soit comme des recopies illégales ou mal mémorisées du texte joué, soit comme des versions originelles malhabiles d'un Shakespeare débutant, soit enfin comme des versions écrites par un ou plusieurs autres dramaturges et reprises et corrigées par Shakespeare. 
La paternité de Shakespeare n'est généralement plus mise en doute actuellement pour les parties 2 et 3, alors que Edward Capell, William Warburton et Edmond Malone les avaient exclues du canon shakespearien au XVIIIe siècle. Il y a aujourd'hui davantage de controverses concernant la première partie. Leurs dates exactes de rédaction et même de représentation restent aussi des sujets de controverses

## Fidélité à l'histoire
Cette pièce suit plus fidèlement le texte des chroniques, principalement celles d'Holinshed et de Hall, que la première partie. Cependant, dix années étant condensées le temps d'une représentation, Shakespeare a dû régulièrement procéder à des télescopages d'événements et s'affranchir périodiquement du déroulement historique des faits. Ainsi la rivalité entre la toute jeune reine Marguerite et la duchesse de Gloucester (acte I scène 3) n'a jamais existé, puisque Marguerite est arrivée à la cour d'Angleterre quatre ans après le bannissement de la duchesse, et elles ne se sont donc jamais rencontrées. À l'acte V, Shakespeare représente comme simultanées le retour d'York d'Irlande (1450), sa campagne contre Somerset (1452) et la première bataille de St Albans (1455). Enfin, à l'époque, le cardinal Beaufort avait environ 70 ans et se retirait graduellement des affaires publiques, peu soucieux de faire assassiner ses adversaires politiques ou de se battre en duel avec eux.
Il existe aussi quelques anachronismes, comme la perte de la Normandie, le plus important étant peut-être la mort de Talbot dans la première partie, alors qu'il est contemporain des faits présentés ici, étant mort en 1453. L'âge de Richard, fils du duc d'York, à la bataille de St Albans est de 3 ans ; il parait donc difficile de l'y faire participer, qui plus est en tuant Somerset.